# Jon Foreman
Jonathan Mark Foreman (San Bernardino County, Californië, 22 oktober 1976) is de zanger en gitarist van Switchfoot. Hij startte de band in 1996 met zijn broer Tim Foreman (bassist) en Chad Butler (drummer). Hij schrijft alle liedjes van Switchfoot. Foreman is in Californië geboren, maar verhuisde niet veel later naar Massachusetts en Virginia Beach. Hij heeft gestudeerd aan de UC San Diego.

## Solo-project
Op 10 augustus 2007 schreef Foreman op zijn MySpace blog dat hij vier ep's ging uitbrengen, genoemd naar de vier seizoenen, Fall, Winter, Spring en Summer met op elke ep 6 liedjes. De ep's zijn verkrijgbaar als download online of als cd. Later bracht Foreman ook nog een compilatiealbum uit met de liedjes, gekozen door de fans, en 2 nieuwe liedjes, Limbs and Branches.

## Ep's
- Fall (27 november 2007)

1. "The Cure for Pain" - 4:45
2. "Southbound Train" - 4:15
3. "Lord, Save Me from Myself" - 3:03
4. "Equally Skilled" - 4:54
5. "The Moon Is a Magnet" - 1:54
6. "My Love Goes Free" - 3:07

- Winter (15 januari 2008)

1. "Learning How To Die" - 3:28
2. "Behind Your Eyes" - 2:28
3. "Somebody's Baby" - 4:30
4. "White As Snow" - 4:11
5. "I Am Still Running" - 3:19
6. "In Love" - 4:39

- Spring (25 maart 2008)

1. "March (A Prelude To Spring)" - 1:23
2. "Love Isn't Made" - 4:19
3. "In My Arms" - 2:50
4. "Baptize My Mind" - 3:17
5. "Your Love Is Strong" - 5:09
6. "Revenge" - 4:32

- Summer (10 juni 2008)

1. "A Mirror Is Harder To Hold" - 3:15
2. "Resurrect Me" - 4:05
3. "Deep In Your Eyes (There Is A River)" - 3:03
4. "Instead Of A Show" - 4:03
5. "The House Of God, Forever" - 4:44
6. "Again" - 3:54

- Fall, Winter, Spring, Summer (Vinyl Collection) (28 oktober 2008)

## Compilatie-albums
- Limbs and Branches (28 oktober 2008)

1. "Your Love Is Strong" (Spring)
2. "Behind Your Eyes" (Winter)
3. "The Cure for Pain" (Fall)
4. "Resurrect Me" (Summer)
5. "Southbound Train" (Fall)
6. "Broken From The Start" (New Song)
7. "The House Of God, Forever" (Summer)
8. "Instead Of A Show" (Summer)
9. "A Mirror Is Harder To Hold" (Summer)
10. "In My Arms" (Spring)
11. "Learning How To Die" (Winter)
12. "Over The River" (New Song)

## Singles
- The Cure for Pain (2007)
- Your Love Is Strong (2008)